# Beleg van Shushtar

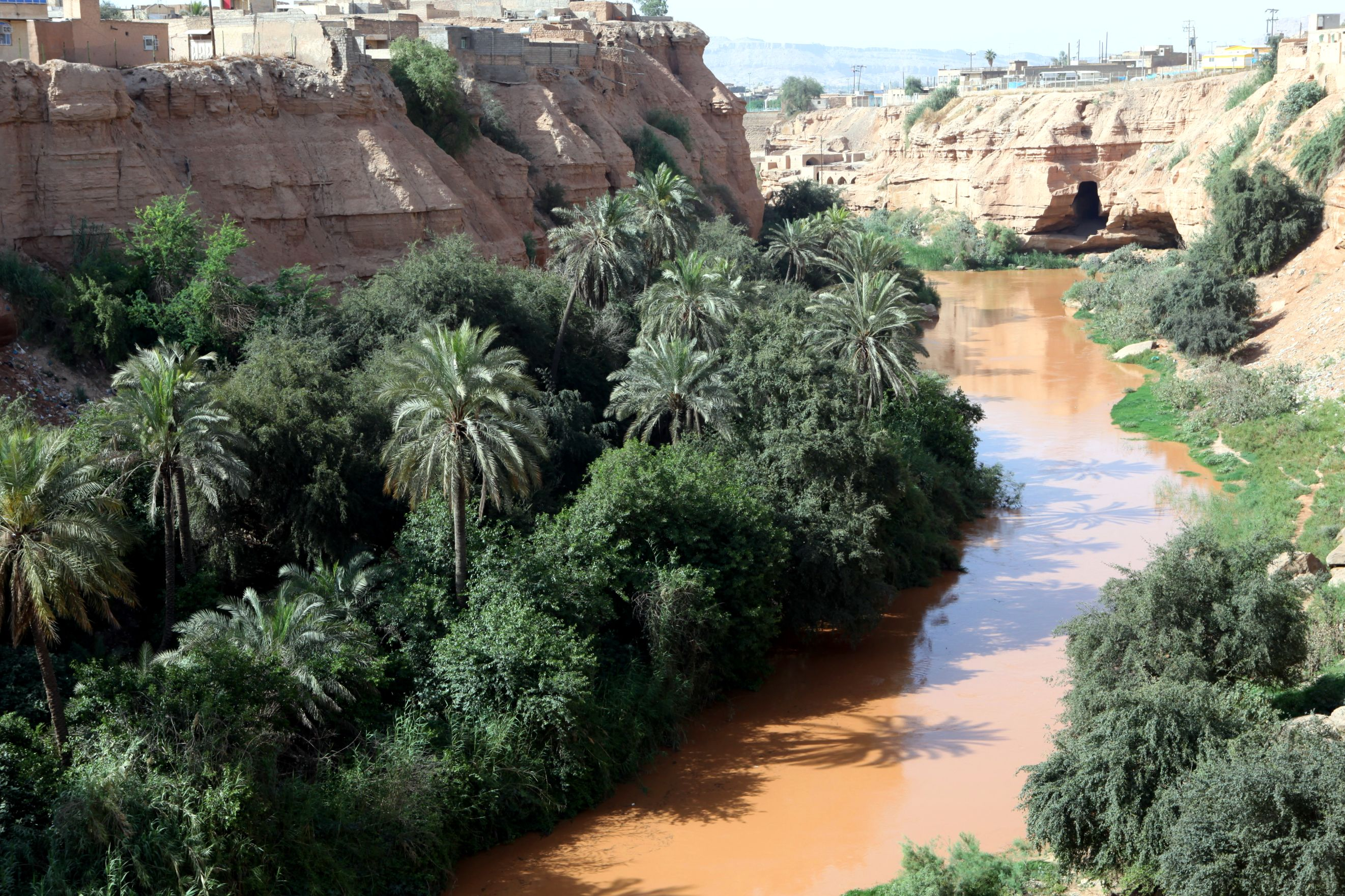

Het beleg van Shushtar vond plaats van 641 tot 642 tussen de Sassaniden en de binnenvallende Arabische moslims van het Kalifaat van de Rashidun. Shushtar was een oud maar sterk bolwerk in Khuzestan en werd aangevallen door de Arabieren onder hun commandant Abu Musa al-Ash'ari. Hoewel de stad erin slaagde zich te verzetten tegen de Arabieren, werden de Sassaniden later geconfronteerd met desertie. Dit resulteerde in de verovering van de stad en het gevangennemen van zijn commandant, Hormuzan. Na zijn nederlaag werd hij gevangengenomen door de Arabieren en naar hun hoofdstad Medina gebracht. Terwijl de Arabieren doorgingen met hun invallen in Iran werd Hormuzan voor de keuze gesteld. Ofwel koos hij voor de bekering tot de islam, ofwel werd hij vermoord. Hij bekeerde zich uiteindelijk tot de islam. Hormuzan werd later verdacht van de moord op de Rashidunkalief - Omar ibn al-Chattab - en werd ter dood gebracht. Tegen 651 was het grootste deel van Iran onder controle van de Arabieren. In 654 was heel Iran in bezit van de Arabieren.